# Clathromangelia loiselieri
Clathromangelia loiselieri is een slakkensoort uit de familie van de Clathurellidae. De wetenschappelijke naam van de soort is voor het eerst geldig gepubliceerd in 1970 door Oberling.